# Maytenus versluysii
Maytenus versluysii är en benvedsväxtart som beskrevs av Boldingh. Maytenus versluysii ingår i släktet Maytenus och familjen Celastraceae. Inga underarter finns listade.